# Малое Яровое
Малое Яровое — горько-солёное озеро в Славгородском районе Алтайского края в системе озёр центральной части Кулундинской равнины. Площадь водного зеркала составляет 35,2 км². Площадь водосборного бассейна — 1010 км². Лежит на высоте 98 метров над уровне моря. Средняя глубина озера около 2 метров, максимальная — около 5.
Озеро бессточное, имеет правильную округлую форму, на западном и восточном берегах имеются выходы артезианских вод общим дебитом 16000 л/час. Берега крутые и обрывистые, высотой от 3 до 5 м, у северного, восточного и южного берегов — песчаные отмели. С севера и запада впадают короткие пересыхающие ручьи.
Дно озера песчаное, покрыто неглубоким слоем ила, мощность иловых отложений — 0,1-0,2 м. Вода солёная и представляет собой сульфатную рапу.
Код водного объекта — 13020000311115200007197.